# بیاوا (شهرستان پاینچنو)
بیاوا (به لهستانی:  Biała) یک روستا در لهستان است که در گمینا ژانشنگا واقع شده‌است. بیاوا ۹۶۰ نفر جمعیت دارد.